# Seznam polských hor ve Vysokých Tatrách
Seznam polských hor ve Vysokých Tatrách uvádí nejvyšší hory, které leží v polské části Vysokých Tater nebo jsou pohraniční.
| m    | Název vrcholu                                              | Fotografie | Pohoří       | Souřadnice                       | Poznámka                            |
| ---- | ---------------------------------------------------------- | ---------- | ------------ | -------------------------------- | ----------------------------------- |
| 2499 | Rysy                                                       |            | Vysoké Tatry | 49°10′46″ s. š., 20°05′17″ v. d. | Nejvyšší vrchol Polska              |
| 2438 | Velký Mengusovský štít/Mięguszowiecki Szczyt Wielki        |            | Vysoké Tatry | 49°10′20″ s. š., 20°09′50″ v. d. |                                     |
| 2430 | Nižné Rysy/Niznie Rysy                                     |            | Vysoké Tatry | 49°11′00″ s. š., 20°05′16″ v. d. |                                     |
| 2410 | Východný Mengusovský štít/Mięguszowiecki Szczyt Czarny     |            | Vysoké Tatry | 49°10′59″ s. š., 20°04′03″ v. d. |                                     |
| 2393 | Prostredný Mengusovský štít/Mięguszowiecki Szczyt Pośredni |            | Vysoké Tatry | 49°11′04″ s. š., 20°03′45″ v. d. |                                     |
| 2376 | Čubrina/Cubryna                                            |            | Vysoké Tatry | 49°11′16″ s. š., 20°03′13″ v. d. |                                     |
| 2373 | Volia veža/Wołowa Turnia                                   |            | Vysoké Tatry | 49°10′44″ s. š., 20°04′30″ v. d. |                                     |
| 2372 | Hincova veža/Hinczowa Turnia                               |            | Vysoké Tatry | 49°10′51″ s. š., 20°04′08″ v. d. |                                     |
| 2336 | Žabia veža/Żabia Turnia Mięguszowiecka                     |            | Vysoké Tatry | 49°10′42″ s. š., 20°04′37″ v. d. |                                     |
| 2301 | Svinica/Świnica                                            |            | Vysoké Tatry | 49°13′09″ s. š., 20°00′33″ v. d. |                                     |
| 2291 | Kozí vrch/Kozi Wierch                                      |            | Vysoké Tatry | 49°13′05″ s. š., 20°01′43″ v. d. | Nejvyšší vnitrozemský vrchol Polska |